# El Último de la Fila

El Último de la Fila, grupo composto por Manolo García e Quimi Portet, teve as suas origens na década de 1980, tendo sido nesta altura que os constituintes da banda se conheceram. Manolo García participava num grupo chamado Los Rápidos, tocavam nos arredores de Barcelona e gravaram alguns discos. Entre tanto, Quimi Portet colaborava com os Kilimanjaro's e criou um grupo chamado Kul de Mandril.
Foi então, por 1982, quando se conheceram Manolo García e Quimi Portet, coincidindo juntos num concerto em Barcelona. Iniciaram a tocar canções de 'Los Rápidos', mas alteraram o nome do grupo para Los Burros. Com este nome gravaram um único disco, 'Rebuznos de amor', e conseguiram alguma fama entre o público.
Em 1985 decidem fazer um Tour e fundindo a banda El último de la fila, o grupo que os levaria à fama entre o público espanhol. Gravam uma maquete e conseguem ganhar o concurso de maquetes da revista Rock Special e associam-se à indústria discográfica independente PDI.
O seu primeiro álbum intitulou-se Cuando el amor entra por la puerta, el amor salta por la ventana, com ele conseguiram o prémio pelo grupo revelação. Alguns dos êxitos são o conhecidíssimo Querida milagros ou El loco de la calle.
Um ano depois publicam Enemigos de lo ajeno, conseguindo um notável êxito entre o público e também entre os críticos musicais, o que lhes valeu para receber vários prémios e menções honrosas.
Em 1987 publicam Nuevas mezclas, um álbum gravado em Londres que recolhe as suas melhores canções gravadas com meios técnicos de considerável qualidade. Conseguiram o seu melhor registo de vendas até esse momento e lhes serviu para realizar um Tour por toda Espanha.
Paralelamente ao seu êxito como El último de la fila, reeditou-se o disco gravado como Los Burros.
Em 1988 publicam um novo trabalho, titulado Como la cabeza al sombrero, gravando em França e considerado por muitos como o melhor álbum do grupo. O seu bom trabalho tem uma merecida recompensa, e são convidados a participar no tour mundial da Amnistia Internacional, juntamente a Sting e a Bruce Springsteen.
1990 chega com um novo disco: Nuevo pequeño catálogo de seres y estares. Em 1993 publicam Astronomía razonable e em 1995 editam o seu último disco como 'El último de la fila': La rebelión de los hombres rana. A seguir ao tour que ofereceram para divulgar este disco, decidiram separar-se artisticamente e prosseguir com as suas respectivas carreiras-solo.

## Discografia (como El Ultimo de la Fila)
- Cuando la pobreza entra por la puerta, el amor salta por la ventana (February 1985)
  - 1. Dulces Sueños
  - 2. A Qualquiera Puede Sucederle
  - 3. El Monte de las Aguilas
  - 4. El Loco de la Calle
  - 5. Cuando la pobreza entra por la puerta, el amor salta por la ventana
  - 6. Querida Milagros
  - 7. ¿Hay Alguien Ahí?
  - 8. Otra Vez en Casa
  - 9. No hay dinero para los chicos
  - 10. Son cuatro dias

- Enemigos de lo ajeno (April 1986)
  - 1. Lejos de las Leyes de los Hombres
  - 2. Insurrección
  - 3. Mi Patria en mis Zapatos
  - 4. Aviones Plateados
  - 5. Zorro Veloz
  - 6. Las Palabras son Cansancio
  - 7. Soy un Accidente
  - 8. Los Ángeles no tienen Hélice
  - 9. No me Acostumbro
  - 10. ¿Para qué sirve una Hormiga?

- Como la cabeza al sombrero (April 1988)
  - 1. Dios de la Lluvia
  - 2. Sara
  - 3. En los Árboles
  - 4. La Piedra Redonda
  - 5. A veces se enciende
  - 6. Como la Cabeza al Sombrero
  - 7. Ya no danzo al son de los Tambores
  - 8. Trabajo Duro
  - 9. Trece Planetas
  - 10. Llanto de Pasión

CD Bonustrack 
- - 11. Otro Verano
  - 12. Vamos (Instru.)

- Nuevas mezclas (February 1987)
  - 1. El Loco de la Calle
  - 2. Aviones Plateados
  - 3. Querida Milagros
  - 4. Lejos de las Leyes de los Hombres
  - 5. ¿Quien eres Tu?
  - 6. Insurrección
  - 7. Son Cuatro Dias
  - 8. No me Acostumbro
  - 9. Soy un Accidente
  - 10. Mi Patria en mis Zapatos
  - 11. Dulces Sueños

- Nuevo pequeño catálogo de seres y estares (1990) 
  - 1. Grünfink o Pinzón Verde (Instru.)
  - 2. Músico Loco
  - 3. Canta por Mí
  - 4. Del Templo de la Taberna
  - 5. Andar hacia los pozos no quita la Sed
  - 6. En Mi Pecho
  - 7. "Beatus Ille" (Instru.)
  - 8. Cuando el Mar te Tenga
  - 9. A Jazmín
  - 10. Barrio Triste
  - 11. Sucedió en la antiguedad
  - 12. Todo el día Llovió
  - 13. Canción de cuna 823

CD Bonustrack
- - 14. Cauterización de una Herida (Instru.)
  - 15. "The Blue Rabbits Machine" (Instru.)

- Astronomía razonable (1993)
  - 1. El Que Canta su mal Espanta
  - 2. Lápiz y Tinta
  - 3. Remando sobre el Polvo
  - 4. La Risa Tonta
  - 5. Hierbas de Asia
  - 6. Como un Burro Amarrado en la Puerta del Baile
  - 7. Astronomía Razonable
  - 8. Piedra sobre piedra
  - 9. Vino Dulce
  - 10. Mar Antiguo
  - 11. Cosas que pasan
  - 12. Sumo y resto
  - 13. Hagámoslo
  - 14. Mar Antiguo (Instru.)

- La rebelión de los hombres rana (1995)
  - 1. ¡Qué bien Huelen los Pinos!
  - 2. Las Hojas que Ríen
  - 3. Vestido de Hombre Rana
  - 4. El Bombero del Atardecer
  - 5. Sin Llaves
  - 6. Pedir tu Mano
  - 7. Bailarás como un Indio
  - 8. Dímelo Tú
  - 9. A Medio Soñar
  - 10. Uva de la Vieja Parra
  - 11. Illetes (Instru.)